# Tatyana Gudkova
Pour les articles homonymes, voir Goudkova.
Tatyana Gudkova (en russe : Татьяна Михайловна Гудкова, Tatiana Mikhaïlovna Goudkova), née le 11 janvier 1993 à Smolensk, est une escrimeuse russe pratiquant l'épée. Prometteuse junior (double championne du monde dans la catégorie), elle confirme chez les séniors avec un titre de championne du monde par équipes en 2014.

## Carrière
Tatiana Gudkova découvre l'escrime à 11 ans, ayant précédemment essayé le basket-ball, la danse et la gymnastique. Elle excelle sur le circuit junior où elle multiplie les podiums et les victoires (Mödling, Kiev et Ma'alot). Elle finit les saisons 2010-2011 et 2011-2012 en tête du classement mondial. ELle complète la moisson par deux titres de championne du monde en individuel à Moscou en 2012 et Poreč en 2013. Seul le titre européen lui échappe.
Elle poursuit en parallèle une carrière chez les séniors, qu'elle débute en 2009, en même temps que le circuit junior. Sa participation se limite de un à trois tournois par saison. Elle participe à plein temps au circuit sénior de la coupe du monde d'escrime 2013-2014 et termine la saison à une décevante 38e place mondiale. Par équipes, la sélection russe, dont elle est remplaçante, remporte le championnat du monde de Kazan en battant la Corée du Sud, la Hongrie et l'Estonie.